# 卡龙格乌齐
卡龙格乌齐（Karunguzhi），是印度泰米尔纳德邦Kancheepuram县的一个城镇。总人口11265（2001年）。

## 人口
该地2001年总人口11265人，其中男性5646人，女性5619人；0—6岁人口1300人，其中男615人，女685人；识字率67.92%，其中男性为74.99%，女性为60.81%。